# Dissociated Human Junction
Dissociated Human Junction er et splitalbum mellem et spansk og tre franske metalbands: Blut aus Nord, Bloodoline, Reverence og Karras.

## Spor
1. Bloodoline - "Voyage Till Death" - 6:47
2. Bloodoline - "Scorn" - 2:58
3. Bloodoline - "Kristallkrush" - 3:05
4. Reverence - "Inner Phaze" - 6:48
5. Reverence - "Sextasysm" - 6:14
6. Blut aus Nord - "I" - 2:59
7. Blut aus Nord - "II" - 2:21
8. Blut aus Nord - "III" - 3:41
9. Karras - "Xenôglossy" - 11:42

## Fodnoter
1. ↑  Til bandets split med Reverence